# Frontera entre Belice y México
La frontera entre México y Belice tiene una longitud total de 278,26 kilómetros, de los cuales 193 corresponden a límite en tierra firme y 85,26 a límite marítimo en la Bahía de Chetumal. Es una frontera fijada casi totalmente por cuerpos de agua, siendo estos el Río Hondo, el Río Azul, la Bahía de Chetumal y la Boca Bacalar Chico.

## Historia
La frontera entre México y Belice fue de difícil demarcación y exploración debido a lo remoto de su localización, sobre todo con respecto a México y la baja población de la zona, esto permitió la penetración inglesa que terminó constituyendo la colonia de Honduras británica, hoy Belice, sin embargo México no reconoció la posesión británica de este territorio hasta finales del Siglo XIX como consecuencia del deseo del gobierno mexicano de terminar con el contrabando de armas y municiones que provenientes de Belice abastecían a los mayas rebeldes en la Guerra de Castas, con el tal hecho, el gobierno de Porfirio Díaz convirtió en territorio federal a la zona hasta entonces perteneciente al Estado de Yucatán, constituyendo el Territorio de Quintana Roo y resolvió negociar con el gobierno británico para fijar definitivamente la frontera común, reconociendo el dominio inglés del territorio a cambio de que los británicos se abstuvieran de proporcionar armas a los mayas.
Con esta intención, México designó como Ministro Plenipotenciario para las negociaciones al Secretario de Relaciones Exteriores, Ignacio Mariscal, y el Reino Unido a su Ministro plenipotenciario en México, Sir Spenser St. John.

## El tratado
El tratado fue firmado el 8 de julio de 1893 en la Ciudad de México y una convención adicional se le agregó el 7 de abril de 1897; está conformado por cuatro artículos, el primero de los cuales fija el límite fronterizo, por el segundo la Gran Bretaña se compromete a dejar de proporcionar armas a los mayas rebeldes, el tercero establece la obligación de ambos estados de impedir que los indios de sus respectivos territorios incursionen en el del país vecino y el cuarto establece la ratificación del tratado por los respectivos gobiernos. La convención adicional, firmada por el mismo Ignacio Mariscal y el nuevo ministro británico en México, Sir Henry Nevill Dering, agregó al tratado el Artículo 3 Bis que estableció la libertad para los barcos mercantes mexicanos de navegar sin restricción a través de la Boca Bacalar Chico y todas las aguas territoriales británicas en la Bahía de Chetumal. Sin embargo no podían hacerlo las embarcaciones militares, para cuyo ingreso a la Bahía de Chetumal tuvo que ser construido el Canal de Zaragoza.

## Frontera

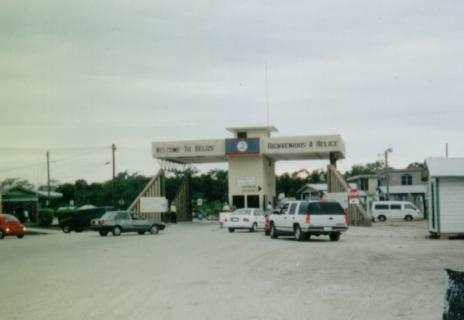
Aduana fronteriza de Belice en la frontera con México.

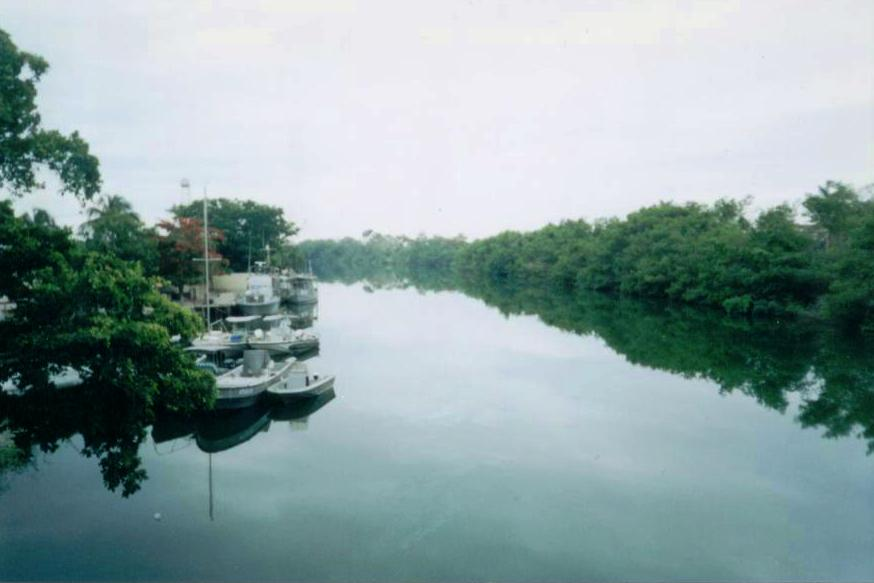
El Río Hondo desde el puente internacional entre México (izquierda) y Belice (derecha).

El puente internacional visto desde Belice hacia México.

Comenzando en Boca Bacalar Chico, estrecho que separa el Estado de Quintana Roo del Cayo Ambergris y sus islas anexas, la línea divisoria corre en el centro del canal entre el referido Cayo y el Continente con dirección al Sudoeste hasta el paralelo de 18° 9' Norte, y luego al Noroeste a igual distancia de dos cayos, como está marcado en el mapa anexo, hasta el paralelo 18° 10' Norte; torciendo entonces hacia el Poniente, continúa por la bahía vecina, primero en la misma dirección hasta el Meridiano de 88° 2' Oeste; entonces sube al Norte hasta el paralelo 18° 25' Norte; de nuevo corre hacia el Poniente hasta el Meridiano 88° 18' Oeste, siguiendo el mismo Meridiano hasta la latitud de 18° 28½' transcurriendo por el centro del canal, de ahí discurre a través de la Bahía de Chetumal en una línea quebrada hasta el punto de la desembocadura del río Hondo en los 18° 28' de latitud norte, remonta el río Hondo a través de su canal más profundo y luego su tributario el río Azul, conocido en Belice como Blue Creek hasta el dominado Meridiano del Salto de Garbutt y de este punto al sur hasta 17° 49' de latitud norte, límite fijado entre México y Guatemala.
En la actualidad, existen dos puntos de cruces oficiales ubicados en el municipio de Othón P. Blanco, Quintana Roo, colindando con el distrito de Corozal:
- El cruce por el Puente Internacional Subteniente López, ubicado a unos 10 kilómetros de Chetumal, capital de Quintana Roo y principal ciudad de la región, en este punto se construye un nuevo puente internacional para mejorar las comunicaciones entre ambas naciones;

- El segundo punto es el cruce por el Puente Internacional Chac-Temal, inaugurado en mayo de 2013,[3] se encuentra a dos kilómetros del cruce número uno. Fue construido debido a la saturación del Puente Internacional Subteniente López, de esta manera el traslado entre México y Belice se puede llevar a cabo de forma más eficiente.

La frontera entre México y Belice es uno de los límites menos conocidos para los mexicanos, sin embargo ha saltado a la opinión pública por las denuncias recientes sobre el tráfico de personas y estupefacientes llevado a cabo a través de ella debido precisamente a su relativo aislamiento y poco conocimiento, lo cual trata de ser combatido mediante acuerdos binacionales entre México y Belice. Así mismo ha surgido una importante actividad económica y turística, sobre todo de parte de Belice, que en el punto fronterizo con Subteniente López ha establecido una zona de libre comercio y al inicio del establecimiento de casinos en la zona, que por estar prohibidos en México, constituyen un gran atractivo turístico.

### Ciudades a ambos lados de la frontera
- Subteniente López, Quintana Roo —  Santa Elena, Corozal
- La Unión, Quintana Roo —  Blue Creek Village, Orange Walk

## Remarcación del 2007
A inicios de 2007 se anunció de parte de la Secretaría de Relaciones Exteriores de México,  un acuerdo con Belice para la relimitación de los límites marítimos en la Bahía de Chetumal, inicialmente este hecho provocó un amplio rechazo de la opinión pública de Quintana Roo debido a la versión que señalaba que implicaba una devolución territorial a Belice que incluiría zonas continentales, sin embargo posteriormente se aclaró que solo era una rectificación del límite marítimo, que no modificaba el tratado fronterizo de 1893.